# Канискио
Канѝскио (на италиански: Canischio; на пиемонтски: Canis-cio, Канисчо) е село и община в Метрополен град Торино, регион Пиемонт, Северна Италия. Разположено е на 659 m надморска височина. Към 1 януари 2020 г. населението на общината е 274 души, от които 4 чужди граждани.